# Herbert Busemann
Herbert Busemann (12 de mayo de 1905 - 3 de febrero de 1994) fue un matemático germano-estadounidense especializado en geometría convexa y diferencial. Es autor del teorema de Busemann en geometría euclídea y tomografía geométrica. Fue miembro de la Real Academia Danesa y ganador de la Medalla Lobachevsky (1985), el primer matemático estadounidense en recibirla. También fue becario Fulbright en Nueva Zelanda en 1952.

## Biografía
Herbert Busemann nació en Berlín en el seno de una familia acomodada. Su padre, Alfred Busemann, fue director de Krupp, donde Busemann también trabajó durante varios años. Estudió en las universidades de Múnich, París y Roma. Defendió su disertación en la Universidad de Gotinga en 1931, donde su asesor fue Richard Courant. Permaneció en Gotinga como ayudante hasta 1933, cuando escapó de la Alemania nazi a Copenhague (tenía un abuelo judío). Trabajó en la Universidad de Copenhague hasta 1936, cuando partió a los Estados Unidos. Allí se casó en 1939 y se naturalizó en 1943. Ocupó puestos temporales en el Instituto de Estudios Avanzados, la Universidad Johns Hopkins, el Instituto de Tecnología de Illinois, el Smith College, y finalmente se convirtió en profesor en 1947 en la Universidad del Sur de California. Alcanzó un puesto de profesor distinguido en 1964 y continuó trabajando en la USC hasta su jubilación en 1970. En el transcurso de su trabajo en la USC, supervisó más de diez estudiantes de doctorado.
Es autor de seis monografías, dos de las cuales fueron traducidas al ruso. Recibió la Medalla Lobachevski en 1985 por su libro La geometría de las geodésicas. 
Busemann fue también muy activo dentro de distintas organizaciones matemáticas. En distintos momentos, fue presidente de la sección de California de la Asociación Matemática de América y miembro del Consejo de la Sociedad Matemática Americana.
Busemann era también un gran lingüista: sabía leer y hablar en francés, alemán, español, italiano, ruso y danés. También sabía leer árabe, latín, griego y sueco. Tradujo una serie de artículos y monografías, sobre todo del ruso, un idioma sin mucha difusión en ese momento. También fue un gran artista y realizó varias exposiciones públicas de sus pinturas de borde duro. Murió en Santa Ynez, California, el 3 de febrero de 1994, a la edad de 88 años.
Los artículos seleccionados de Busemann ahora están disponibles en dos volúmenes (908 y 842 páginas), con material biográfico introductorio y comentarios sobre su trabajo, y publicados por Athanase Papadopoulos, Springer Verlag, 2018.

## Libros
- Herbert Busemann, Obras escogidas, (Athanase Papadopoulos, ed. ) Volumen I,ISBN 978-3-319-64294-9, XXXII, 908 p., Springer International Publishing, 2018.
- Herbert Busemann, Obras escogidas, (Athanase Papadopoulos, ed. ) Volumen II,ISBN 978-3-319-65623-6, XXXV, 842 p., Springer International Publishing, 2018.
- Introducción a las variedades algebraicas, Princeton University Press, 1939.
- con Paul J. Kelly : Geometría proyectiva y métrica proyectiva, Academic Press, 1953, Dover 2006 .
- Superficies convexas, Interscience 1958, Dover, 2008 .
- Geometría de las geodésicas, Academic Press 1955,[7] Dover, 2005.
- Métodos métricos en espacios de Finsler y en los fundamentos de la geometría, Princeton University Press, Oxford University Press, 1942.[8]
- con Bhalchandra Phadke: Espacios con geodésicas distinguidas, Dekker, 1987.
- Geometría diferencial sintética reciente, Springer 1970.